# Scheidt & Bachmann

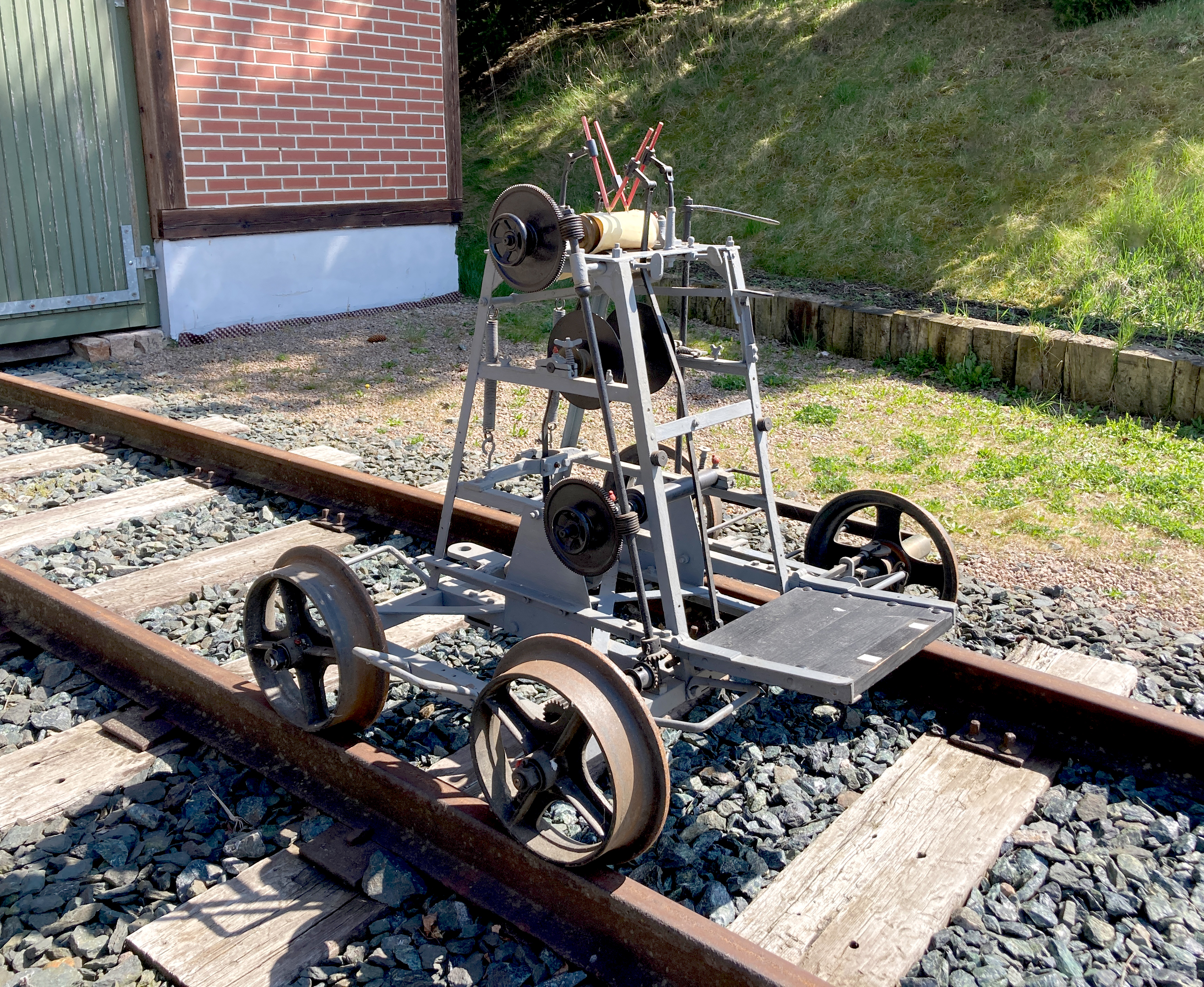
Gleismesswagen von 1918, heute bei der Rollbockbahn in Oberheinsdorf

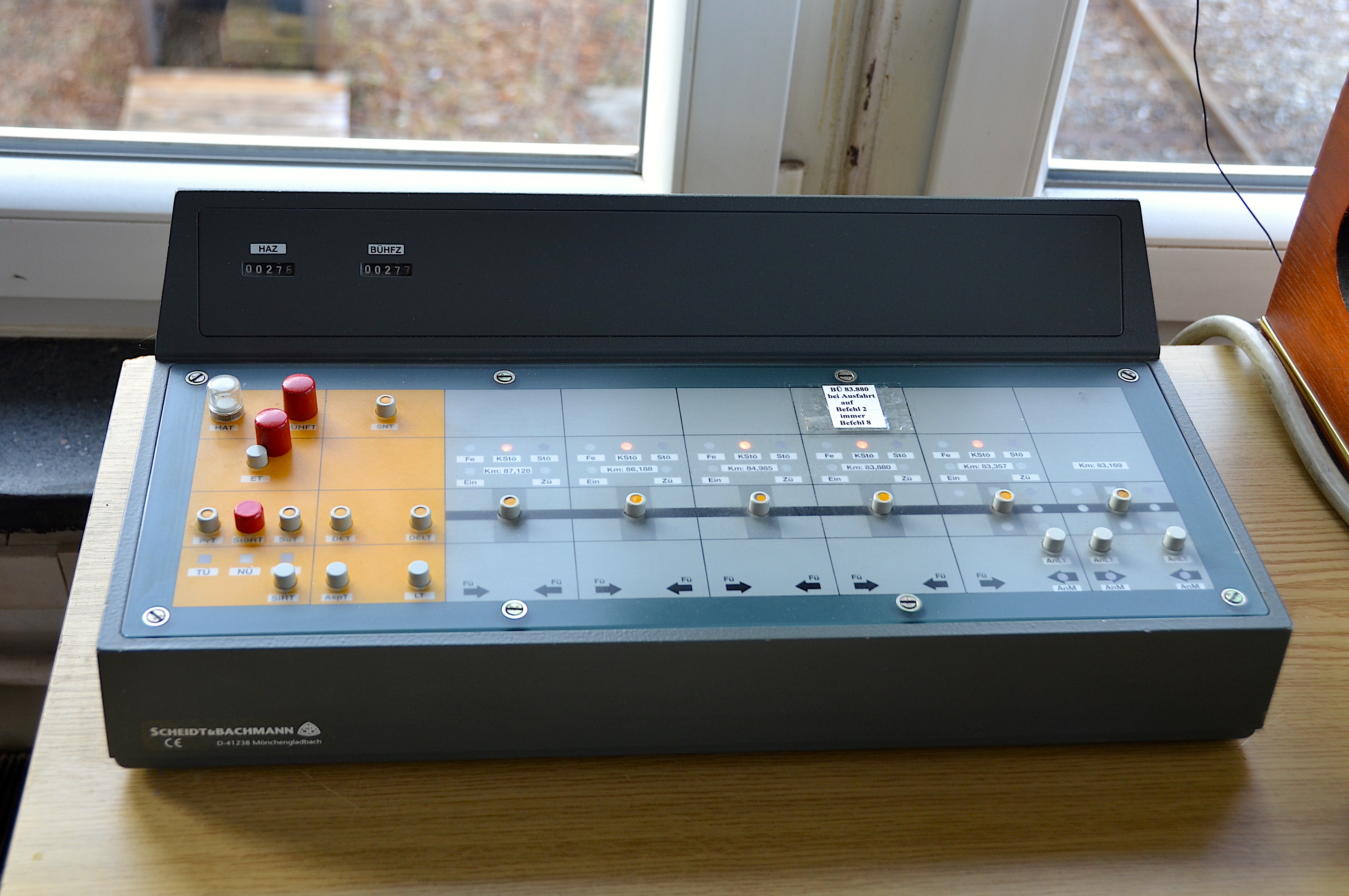
Stellpult Bahnübergangstechnik von Scheidt & Bachmann

Die Scheidt & Bachmann GmbH ist ein deutsches Familienunternehmen in fünfter Generation mit Sitz in Mönchengladbach. Das Unternehmen besitzt vier Geschäftsbereiche und ist international mit 25 Tochtergesellschaften und zahlreichen Partnern in mehr als 50 Ländern vertreten. Es entwickelt Lösungen für Parkraumbewirtschaftung und Tankstellentechnik sowie Systeme für elektronische Tickets und Signaltechnik. Das Unternehmen verfügt über drei Produktionsstätten, in denen alle Produkte selber gefertigt werden.

## Unternehmensgeschichte
Gegründet wurde das Unternehmen Scheidt & Bachmann als offene Handelsgesellschaft im Jahre 1872 durch den Kaufmann Friedrich Scheidt und den Ingenieur Carl Bachmann. In den ersten Jahren wurden Textilmaschinen, Transmissionen und kleine Dampfmaschinen hergestellt. Bereits drei Jahre nach der Gründung wurde die Produktion aufgrund der Expansion an Verkehrsmitteln auf mechanische Signaltechnikanlagen umgestellt, sodass der erste Geschäftsbereich entstand.
1896 erhielt das Unternehmen sein erstes Patent für eine „Antriebsvorrichtung für Wegschranken“. Im Jahr 1914 wurde der Geschäftssitz auf ein größeres Werksgelände nach Rheydt, dem heutigen Stadtteil von Mönchengladbach, verlegt. 1932 nutzte Scheidt & Bachmann die günstige Marktlage und begann mit der Fertigung von Tankanlagen, wodurch ein weiterer Geschäftsbereich des Unternehmens entstand. 1936 wurde das Unternehmen von einer offenen Handelsgesellschaft in eine Aktiengesellschaft umgewandelt, die wiederum 1963 in eine Gesellschaft mit beschränkter Haftung verwandelt wurde.
Im Zweiten Weltkrieg wurde das Stammwerk fast vollständig zerstört, sodass nach Kriegsende mit den Wiederaufbauten begonnen wurde.
Im Jahre 1966 nahm Scheidt & Bachmann die Konstruktion und Fertigung von Systemen für Parkhausanlagen auf. Gleichzeitig nutzte das Unternehmen die zu dieser Zeit neu eingeführte Mikroprozessortechnologie. Acht Jahre später wurde der Geschäftsbereich auf Systeme für Freizeitanlagen erweitert und im Jahr 1978 wurde dann ein weiterer Geschäftsbereich, die Systeme für Fahrgeldmanagement, gegründet.
Das Unternehmen wurde im Laufe der Jahre vermehrt zum Systemlieferanten intelligenter Mobilität und konnte seine Marktanteile ausbauen. Es folgte eine Expansion, sodass die ersten Tochterfirmen in den USA und der Slowakei errichtet wurden. Es wurden in den Folgejahren weltweit zahlreiche Tochtergesellschaften gegründet. Insbesondere durch die hohe Nachfrage an Service-Konzepten und den immer umfangreicher werdenden Systemen entwickelte sich parallel der Servicebereich als neuer Geschäftszweig.

## Geschäftsbereiche

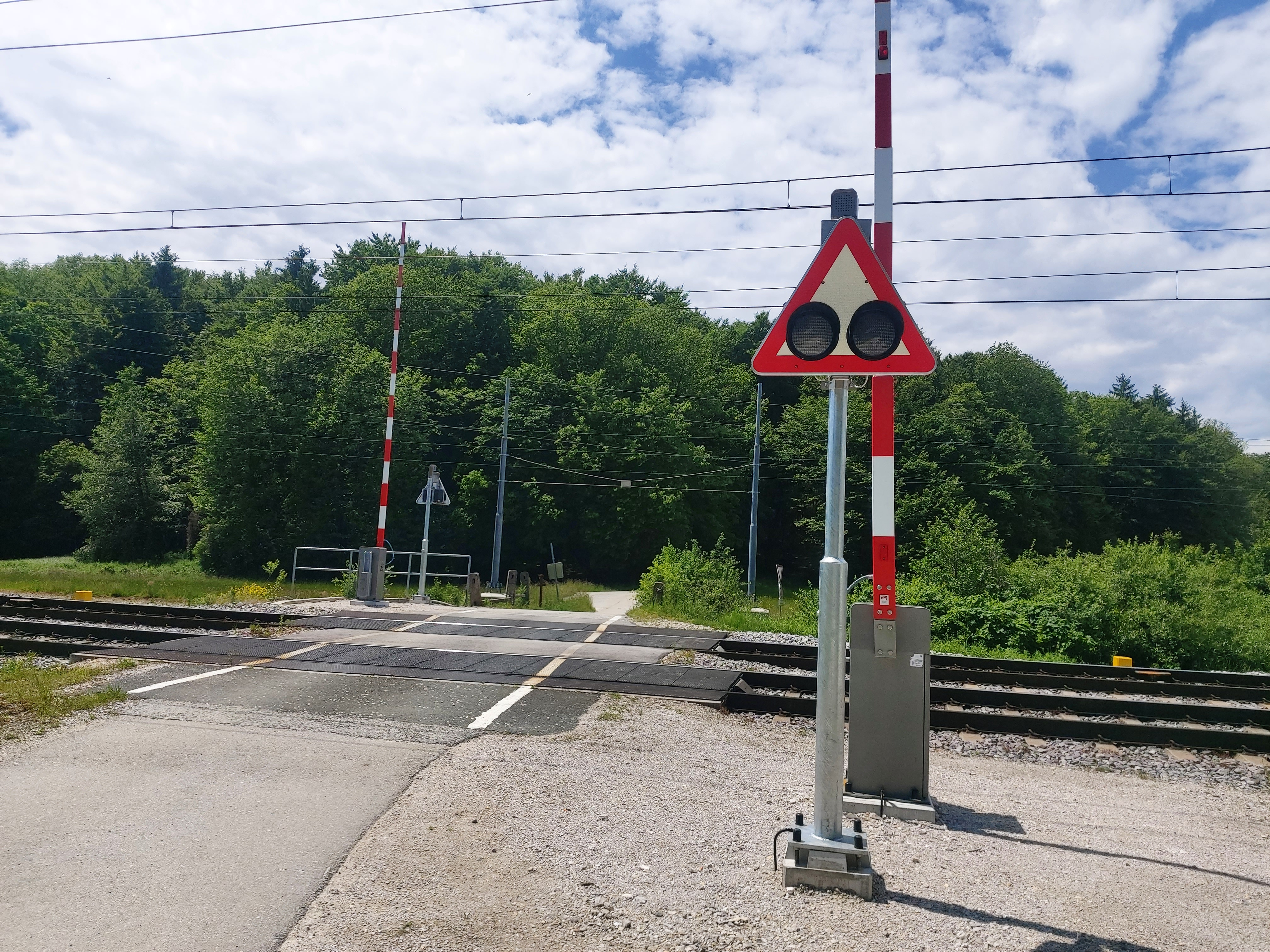
Slowenischer Bahnübergang Typ BUES 2000

Das Unternehmen verfügt heute über folgende vier Geschäftsbereiche:
- Signalling Systems
- Parking Solutions
- Energy Retail Solutions
- Fare Collection Systems

## Produkte
Im Bereich Signalling Systems bietet Scheidt & Bachmann zahlreiche Produkte und Leistungen im Bereich der Eisenbahninfrastruktur an. Dazu zählen digitale Stellwerke und Bahnübergangstechnik. Auch ein iBS (integriertes Bediensystem), mit dem die Stellwerke verschiedener Hersteller bedient werden, gehört zum Produktportfolio. Darüber hinaus liefert Signalling Systems ein Trainingssystem zur Betriebs- und Stellwerkssimulation sowie Betriebsmanagement- und Informationssysteme für den Nah- und Fernverkehr.
Der Geschäftsbereich Parking Solutions erstellt Hard- und Software für Parkanlagen. Zur Hardware zählen Schranken, Kassenautomaten sowie Kontrollgeräte und Kameras. Im Bereich Software bietet der Bereich Parking Solutions Anwendungen zum Parkraummanagement und zur Parkhausverwaltung sowie smarte Bezahlsysteme an.
Der Bereich Energy Retail Solutions beschäftigt sich mit Lösungen rund um das Tankstellen- und Ladesäulenmanagement. Diese betreffen vier Bereiche: Verkauf im In- und Outdoorbereich sowie an unbemannten Stationen, Management (Planung, Steuerung und Controlling der Anlagen), Produktvernetzung sowie Service- und Trainingsangebote für die hauseigenen Produkte.
Mit dem Bereich Fare Collections Systems richtet sich Scheidt & Bachmann auf den öffentlichen Personenverkehr. Der Bereich bietet u. a. Account-basiertes Ticketing, Fahrgeldmanagementgeräte sowie Datenmanagementlösungen sowie Services für die eigenen Geräte und Systeme an.

## Standorte
Scheidt & Bachmann besitzt Tochtergesellschaften in folgenden Ländern (Stand August 2019):
Belgien, Deutschland, Frankreich, Großbritannien, Irland, Israel, Kanada, Niederlande, Österreich, Polen, Russland, Schweden, Schweiz, Slowakei, Spanien, Tunesien, Ungarn, Vereinigte Staaten von Amerika.
Zuzüglich seiner Niederlassungen, Vertretungen und Partnerfirmen ist das Unternehmen in mehr als 50 Ländern vertreten.